# Estructura urbana de Riohacha
La estructura urbana de Riohacha está constituida por un centro histórico y barrios de ensanche construidos entre las décadas de 1970 y 1980, esparcidos en el occidente y sur de la ciudad; y su espacio periurbano distribuido en populosos asentamientos humildes e informales. Está organizada por el centro urbano y un pequeño suburbio, que en total conforma 10 comunas y 103 barrios reconocidos oficialmente que en conjunto llega ser 130 aproximadamente.

## Orografía
La ciudad de Riohacha se encuentra en la costa del mar Caribe y en la ribera izquierda del brazo Rihíto del delta del Ranchería, a excepción de la zona nororiental, que es atravesada en su desembocadura. La ciudad está emplazada sobre una planicie baja de 1 m s. n. m. promedio en el sur, y al occidente con 3 m s. n. m.; a la vez que se presentan algunas ondulaciones o lomas de 3 m de altura en el centro de la urbe.

## Morfología urbana
Riohacha es una urbe mediana que cuenta con un perímetro superficial de 197,02 km² y una población de 173.162 habitantes en 2010, con densidad de población de 878,89 hab/km². La ciudad se expande hacia el sur alejándose de la costa, a la vez que se distancian del río Ranchería.
Los barrios se ubican en toda la orientación de la ciudad. Las viviendas por lo general, poseen un territorio de amplia construcción y de jardineras para la plantación de arbustos; estos son los patios, y el espacio frontal se conoce como terraza. Las calles están en posición horizontal y las carreteras son verticales, y no poseen nombres por lo que son enumeradas; y las casas se ubican en preferencia a las calles lo cual provee una longitud vertical más extensa.

## Organización

### Comunas y barrios
Comuna n.º 1Centro Histórico
- Urbanización: El Faro.
- Barriadas: Arriba, Abajo, El Centro.

Comuna n.º 2Nuevo Centro
- Urbanización: El Tatual.
- Barriadas: Arriba Sur, San Martín de Porres, Los Remedios, El Acueducto, El Libertador.

Comuna n.º 3Coquivacoa
- Urbanizaciones: Sol Tropical, Terrazas de Coquivacoa.
- Barriadas: Padilla, José Antonio Galán, Paraíso, Guapuna, Las Mercedes, Luis Antonio Robles, Coquivacoa.

Comuna n.º 4Cooperativo
- Urbanizaciones: Marbella, Manantial, Portal de Comfamiliar, La Majayura.
- Barriadas: Doce de Octubre, San Tropel, Nuevo Horizonte, Nuevo Faro, La Ñapa, Edinson Deluque Pinto, Jorge Pérez, Cooperativo.

Comuna n.º 5Aeropuerto Almirante Padilla (o sólo Aeropuerto)
- Barriadas: Cactus, Che Guevara, Las Tunas, Caribe, San Martín de Loba, Matajúna, La Paz, Nazareth, Aeropuerto.

Comuna n.º 6Nuestra Señora De Los Remedios
- Barriadas: Obrero, 20 de julio, San Francisco, Rojas Pinilla, La Loma, José Arnoldo Marín, Calancala, Las Villas, Entre Ríos, Los Médanos, El Progreso, Luis Eduardo Cuellar, Villa Tatiana, Kepiagua, Nuestra Señora de los Remedios.

Comuna n.º 7Boca Grande
- Barriadas: Bugan Villa, Comfamiliar 2000, Divino Niño, El Comunitario, Eurare, La Esperanza, Las Cosechas, Los Nogales, Los Olivos, Quince de Mayo, San Judas, Simón Bolívar, Boca Grande.

Comuna n.º 8(Ecológica) Laguna Salada y El Patrón
- Urbanizaciones: Bella Vista, Claudia Catalina, Pareígua, Pilar Del Río, Solmar, Villa Armando, Wuetapia.
- Barriadas: Camilo Torres, María Eugenia Rojas, Ranchería, Villa Laura, Buenos Aires, Los Cerezos, Siete de Agosto, Claudia Catalina.

Comuna n.º 9(Eco – Turística) Río Ranchería
- Urbanizaciones: Villa Comfamiliar, Villa Fátima, Villa Del Mar, Villa Tatiana.

Comuna n.º 10El Dividivi
- Urbanizaciones: La Floresta, La Mano de Dios, San Judas Tadeo, San Isidro, Taguaira, Villa Aurora.
- Barriadas: Fundación Casa del Abuelo, Hugo Zúñiga, La Lucha, La Luchita, Las Mercedes, Los Almendros, Los Loteros, Nuevo Milenio, Treinta y Uno de octubre, Villa Sharin, Villa Yolima, Villa Jardín, Ciudadela El Dividivi. Las Marías y Villa del sur

La construcción de barrios en varias ocasiones se ha hecho por parte o etapas, estos son los casos de los barrios: Cactus I y II, Coquivacoa I, II, II, y IV y La Majayura I y II.

### Centro comercial
El conjunto de empresas de comercio se agrupa principalmente en las comunas 1º, 2º y 6º, distribuidas en zonas estratégicas las cuales facilitan la captación de turistas como la Av. Primera y calles 2º - 4º, y entre las carreras (Cr.) 5º a 8º hasta la Av. Ancha (Cl. 7º). Otro lugar estratégico debido a la fluencia de transporte son la Av. El Progreso o Troncal del Caribe (Cl. 15º) y la Av. Los Remedios (Cr. 7º); además por el asentamiento oficial de la plaza de mercado —llamada Mercado Viejo— entre las calles 12º - Av. El Progreso y Cr. 5º - 8º, a la vez que existe otra plaza conocida como Mercado Nuevo que funciona desde 1995 en la Av. Los Remedios al sur de la ciudad.